# Воины сумерек: Осада Коулуна
«Воины сумерек: Осада Коулуна» (иер. трад. 九龍城寨之圍城, упр. 九龙城寨之围城, кант.-рус.: Кау Лун син чай чи: Вай син, буквально: «Осада города-крепости Коулун», англ. Twilight of the Warriors: Walled In) — гонконгский фильм о боевых искусствах режиссёра Чен Поусёя, в котором снялись Луис Ку, Саммо Хун, Ричи Жэнь и Рэймонд Лам. Фильм является киноадаптацией маньхуа «Город тьмы» Энди Ситхоу. Бюджет фильма составил 300 млн гонконских долларов (около 39 млн долларов США), став одним из самых дорогих гонконгских фильмов в истории.
Премьера в Гонконге и Китае состоялась 1 мая 2024 года. Также фильм был показан на Каннском кинофестивале 16 мая 2024 года.

## Сюжет
В 1980-х годах гангстеры контролировали несколько районов города-крепости Коулун. Юноша случайно попадает в город, где находит союзников, вместе с которыми противостоит злодеям в череде жестоких сражений.

## В ролях
- Луис Ку[англ.] — Циклон
- Рэймонд Лам[англ.] — Чань Локкуань (Лок)
- Терранс Лау[англ.] — Сёнь
- Филип Ын[англ.] — Принц
- Тони Ву Читхун[англ.] — Дюжина
- Герман Чён[кит.] — АВ
- Ричи Жэнь[англ.] — Чхау
- Кенни Вон Такпань[англ.] — Тигр
- Фиш Лиу — Фанни
- Чю Пакхон[англ.] — наркоман, убивший свою девушку
- Сесилия Чхой[англ.] — жена Джима
- Лау Ваймин — Двойной Клинок
- Саммо Хун — Великан
- Аарон Куок[англ.] — Джим

## Производство
Фильм находился в разработке с 2000-х годов. Предполагалось, что его режиссёрами станут Джон Ву и Джонни То.
В апреле 2013 года компания Media Asia объявила, что фильм будет называться «Город дракона», его режиссёром станет Дерек Куок, а главную роль исполнит Донни Йен. Производство должно было начаться в сентябре 2013 года. Впоследствии проект находился в так называемом «производственном аду» до 2021 года.
28 февраля 2021 года компания Media Asia объявила о перезапуске производства. Новым режиссёром стал Чен Поусёй, а на главные роли были утверждены Луис Ку, Ричи Жэнь и Макс Чжан. Фильм получил название «Осада Коулуна» (в английском варианте — «Сумерки воинов: За стеной» или «Сумерки воинов: Замурованные»). Его съёмки стартовали 22 ноября 2021 года. 30 ноября того же года был объявлен актёрский состав. 69-летний актёр Саммо Хун признался, что согласился возобновить свою актёрскую карьеру из-за финансовых проблем.

## Премьера
1 мая 2024 года фильм вышел в кинотеатрах Гонконга и Китая. Позднее в том же месяце фильм был показан на Каннском кинофестивале.

## Восприятие
На сайте-агрегаторе рецензий Rotten Tomatoes рейтинг фильма составляет 90 % на основании 42 обзоров критиков. На другом сайте-агрегаторе — Metacritic — средний рейтинг кинокритиков, исходя из 12 обзоров, составляет 77 баллов из 100.

## Награды и номинации
| Год  | Кинопремия                                                           | Категория                                    | Лауреат / претендент                       | Результат | Источник |
| ---- | -------------------------------------------------------------------- | -------------------------------------------- | ------------------------------------------ | --------- | -------- |
| 2025 | 31-я церемония награждения Кинопремии Общества кинокритиков Гонконга | «Лучший фильм»                               | «Воины сумерек: Осада Коулуна»             | Победа    | [ 11 ]   |
| 2025 | 18-я церемония награждения Азиатской кинопремии                      | «Лучший фильм»                               | «Воины сумерек: Осада Коулуна»             | Номинация | [ 12 ]   |
| 2025 | 18-я церемония награждения Азиатской кинопремии                      | «Лучший актёр второго плана»                 | Филип Ын                                   | Номинация | [ 12 ]   |
| 2025 | 18-я церемония награждения Азиатской кинопремии                      | «Лучший дизайн костюмов»                     | Брюс Ю, Карен Ип                           | Номинация | [ 12 ]   |
| 2025 | 18-я церемония награждения Азиатской кинопремии                      | «Лучшая работа художника»                    | Кеннет Мак, Амброуз Чау                    | Победа    | [ 12 ]   |
| 2025 | 18-я церемония награждения Азиатской кинопремии                      | «Лучший монтаж»                              | Чён Кафай                                  | Победа    | [ 12 ]   |
| 2025 | 18-я церемония награждения Азиатской кинопремии                      | «Лучшая операторская работа»                 | Чен Сиукён                                 | Номинация | [ 12 ]   |
| 2025 | 18-я церемония награждения Азиатской кинопремии                      | «Лучший саундтрек»                           | Кэндзи Каваи                               | Номинация | [ 12 ]   |
| 2025 | 18-я церемония награждения Азиатской кинопремии                      | «Лучшие спецэффекты»                         | Жюль Линь, Ма Сиуфу, Гаррет Лам, Ю Куоклён | Номинация | [ 12 ]   |
| 2025 | 18-я церемония награждения Азиатской кинопремии                      | «Лучший звук»                                | Иу Чёньхинь, Чён Маньхой, Бернард Тоу      | Номинация | [ 12 ]   |
| 2025 | 29-я церемония вручения премии «Спутник»                             | Награда за каскадёрское мастерство           | «Воины сумерек: Осада Коулуна»             | Победа    | [ 13 ]   |
| 2025 | 29-я церемония вручения премии «Спутник»                             | «Лучшие визуальные эффекты»                  | Гаррет Лам, Жюль Линь, Ю Куоклён           | Номинация | [ 14 ]   |
| 2025 | 43-я церемония награждения Гонконгской кинопремии                    | «Лучший фильм»                               | «Воины сумерек: Осада Коулуна»             | Победа    | [ 15 ]   |
| 2025 | 43-я церемония награждения Гонконгской кинопремии                    | «Лучшая режиссура»                           | Чен Поусёй                                 | Победа    | [ 15 ]   |
| 2025 | 43-я церемония награждения Гонконгской кинопремии                    | «Лучшая мужская роль»                        | Рэймонд Лам                                | Номинация | [ 15 ]   |
| 2025 | 43-я церемония награждения Гонконгской кинопремии                    | «Лучшая мужская роль второго плана»          | Луис Ку                                    | Номинация | [ 15 ]   |
| 2025 | 43-я церемония награждения Гонконгской кинопремии                    | «Лучшая мужская роль второго плана»          | Филип Ын                                   | Номинация | [ 15 ]   |
| 2025 | 43-я церемония награждения Гонконгской кинопремии                    | «Лучший актёрский дебют»                     | Йозеф Кхиу                                 | Номинация | [ 15 ]   |
| 2025 | 43-я церемония награждения Гонконгской кинопремии                    | «Лучшая операторская работа»                 | Чен Сиукён                                 | Победа    | [ 15 ]   |
| 2025 | 43-я церемония награждения Гонконгской кинопремии                    | «Лучшая киномонтажная работа»                | Чён Кафай                                  | Победа    | [ 15 ]   |
| 2025 | 43-я церемония награждения Гонконгской кинопремии                    | «Лучший арт-директор (художник-постановщик)» | Кеннет Мак, Амброуз Чау                    | Победа    | [ 15 ]   |
| 2025 | 43-я церемония награждения Гонконгской кинопремии                    | «Лучший дизайн костюмов и грима»             | Брюс Ю, Карен Ип                           | Победа    | [ 15 ]   |
| 2025 | 43-я церемония награждения Гонконгской кинопремии                    | «Лучшая постановка боевых сцен»              | Кэндзи Танигаки                            | Победа    | [ 15 ]   |
| 2025 | 43-я церемония награждения Гонконгской кинопремии                    | «Лучшая музыка к фильму»                     | Кэндзи Каваи                               | Номинация | [ 15 ]   |
| 2025 | 43-я церемония награждения Гонконгской кинопремии                    | «Лучшая музыка»                              | Иу Чёньхинь, Чён Маньхой, Бернард Тоу      | Номинация | [ 15 ]   |
| 2025 | 43-я церемония награждения Гонконгской кинопремии                    | «Лучшие спецэффекты»                         | Жюль Линь, Ма Сиуфу, Гаррет Лам, Ю Куоклён | Победа    | [ 15 ]   |